# Kedundung
Kedundung is een bestuurslaag in het regentschap Mojokerto van de provincie Oost-Java, Indonesië. Kedundung telt 13.381 inwoners (volkstelling 2010).